# 星际旅行 (1971年游戏)
《星际旅行》是一款最初于1971年发布的文字类战略游戏，改编自吉恩·罗登伯里于1960年代创造的科幻电视剧集《星际旅行：初代》。
游戏中，玩家指挥联邦星舰企业号，搜寻并摧毁入侵的克林贡战舰。玩家活动范围遍布64个银河系象限，可使用相位激光、光子鱼类等武器攻击敌人，战斗采用回合制。玩家亦可在太空基地补充燃料。游戏目的是在随机指定的时间限制内歼灭所有敌人。